# Diadegma groenlandicum
Diadegma groenlandicum är en stekelart som först beskrevs av Per Abraham Roman 1916.  Diadegma groenlandicum ingår i släktet Diadegma och familjen brokparasitsteklar. Inga underarter finns listade i Catalogue of Life.